# Dansk Boldspil-Union
Dansk Boldspil-Union (pol. Duński Związek Piłki Nożnej) – ogólnokrajowy związek sportowy działający na terenie Danii, posiadający osobowość prawną, będący jedynym prawnym reprezentantem duńskiej piłki nożnej, zarówno mężczyzn, jak i kobiet, we wszystkich kategoriach wiekowych w kraju i za granicą, a także od 2008 roku futsalu. Siedziba związku mieści się w Brøndbyvester. Związek powstał w 1889, a od 1904 jest członkiem FIFA. Jest jednym z założycieli UEFA. Od 2002 roku prezesem jest Allan Hansen. Dzieli się na 6 regionalnych związków:
- Bornholms Boldspil-Union (BBU)
- Fyns Boldspil-Union (FBU)
- Jydsk Boldspil-Union (JBU)
- Københavns Boldspil-Union (KBU)
- Lolland-Falsters Boldspil-Union (LFBU)
- Sjællands Boldspil-Union (SBU)

które należą do Foreningen af Lokalunioner i Danmark (FLU) i Divisionsforeningen (DF)